# Кенгурятина

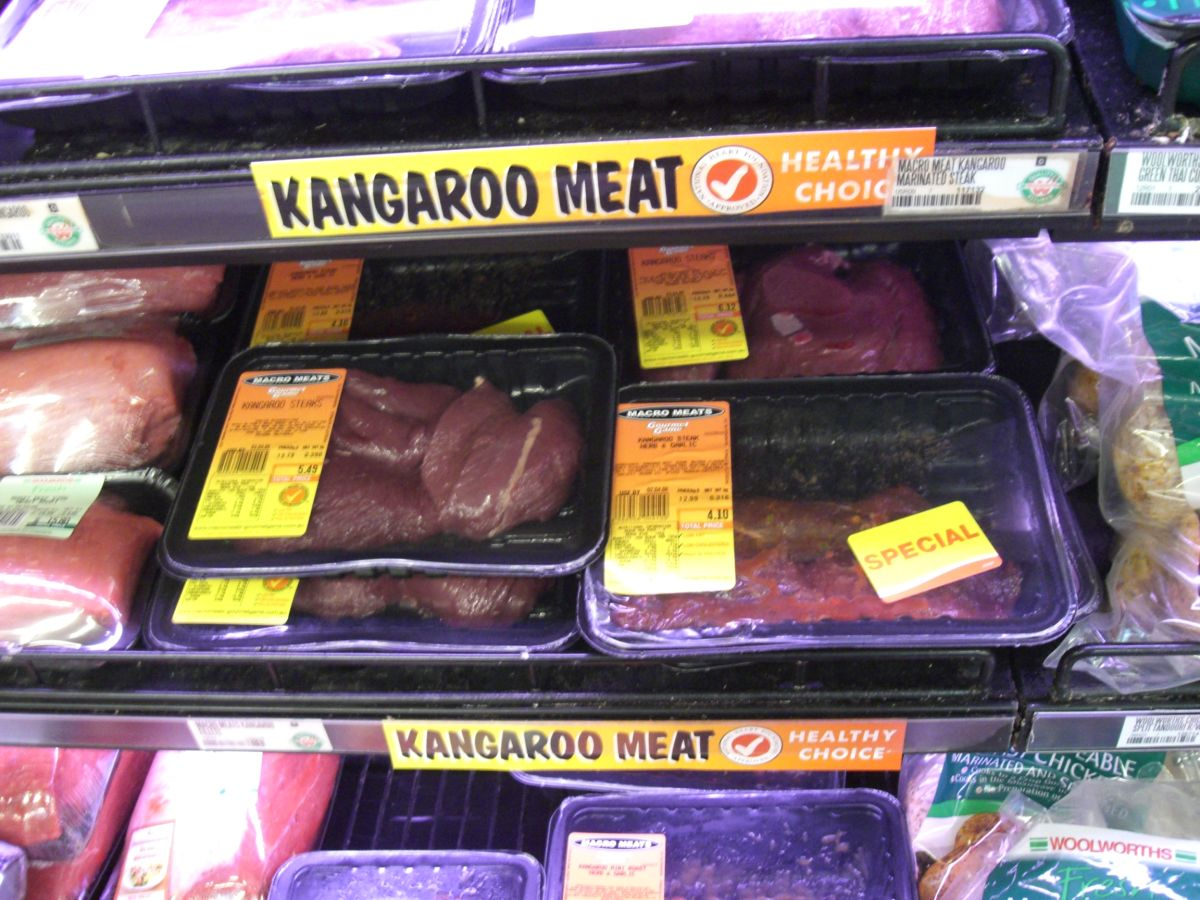
Асортимент м'яса кенгуру в супермаркеті

Кенгуря́тина — м'ясо кенгуру. Кенгурятина продається не тільки в Австралії, а також експортується в більш ніж 55 країн.

## Вживання в їжу
Кенгурятина з давніх часів вважалася одним з основних джерел їжі у австралійських аборигенів. М'ясо кенгуру містить велику кількість білків і малу кількість жирів (близько 2 %). У порівнянні з іншими продуктами, кенгурятина містить дуже велику кількість кон'югованої лінолевої кислоти (КЛК), яка володіє антиканцерогенними антиоксидантними властивостями і сприяє зменшенню підшкірного жиру.
М'ясо кенгуру більш ніжне і має більш інтенсивний смак, ніж інші сорти м'яса. При приготуванні його можна використовувати у стравах, які традиційно готуються з яловичини. Попит на кенгурятину зріс у зв'язку з випадками губчастого енцефаліту (коров'ячий сказ).
Видобуток м'яса кенгуру для вживання в їжу був узаконений в Південній Австралії в 1980 році, в інших штатах у 1993 році. З початку XX століття кенгурятина не користується особливим попитом серед жителів Австралії (у 2008 році тільки 14,5 % австралійців вживали м'ясо кенгуру в їжу не менше 4-х разів на рік), в Австралії його часто використовують як собачий корм. Близько 70 % м'яса експортують за кордон, головним чином на європейський ринок м'яса кенгуру, де воно використовувалося для виробництва сосисок. Головними споживачами є Німеччина та Франція. Кенгурятина також продається в Англії і міститься в російських ковбасах.